# Ballard (Utah)
Pour les articles homonymes, voir Ballard.
Ballard (en anglais [ˈbælərd]) est une localité américaine située dans le comté de Uintah, dans l’Utah. Lors du recensement de 2010, sa population s’élevait à 801 habitants.

## Histoire
Fondée en 1905, Ballard a été nommée en hommage au dirigeant mormon et apôtre Melvin J. Ballard (en) (1873-1939).

## Démographie
| Groupe            | Ballard | Utah | États-Unis |
| ----------------- | ------- | ---- | ---------- |
| Blancs            | 90,5    | 86,1 | 72,4       |
| Amérindiens       | 4,7     | 1,2  | 0,9        |
| Autres            | 2,0     | 6,2  | 18,8       |
| Métis             | 2,0     | 3,6  | 2,9        |
| Asiatiques        | 0,5     | 2,0  | 4,8        |
| Océano-Américains | 0,3     | 0,9  | 0,2        |
| Total             | 100     | 100  | 100        |
|                   |         |      |            |
| Latino-Américains | 4,4     | 13,0 | 16,7       |

Selon l'American Community Survey pour la période 2010-2014, 90,12 % de la population âgée de plus de 5 ans déclare parler l'anglais à la maison, 5,68 % déclare parler l'espagnol, 3,38 % une langue amérindienne (principalement l'ute) et 0,81 % une autre langue.

## Source
- (en) Cet article est partiellement ou en totalité issu de l’article de Wikipédia en anglais intitulé « Ballard, Utah » (voir la liste des auteurs).

1. ↑  (en) « Ballard , UT Population - Census 2010 and 2000 », sur censusviewer.com.
2. ↑  (en) « Population of Utah - Census 2010 and 2000 », sur censusviewer.com.
3. ↑  (en) « Language spoken at home by ability to speak english for the population 5 years and over. Universe: Population 5 years and over. 2010-2014 American Community Survey 5-Year Estimates », sur factfinder.census.gov.